# Глава Республики Калмыкия
Глава Республики Калмыкия (калм. Хальмг Таңһчин Толһач) — высшее должностное лицо республики, возглавляющее постоянно действующий высший исполнительный орган государственной власти Республики Калмыкия.

## История
Должность главы Республики Калмыкия была введена законом Республики Калмыкия от 29 июля 2005 года N 219-III-З "О внесении изменений в некоторые законодательные акты Республики Калмыкия и принята Народным Хуралом (Парламентом) Республики Калмыкия.
С 1993 по 2005 год высшим должностным лицом Республики Калмыкия был Президент Республики Калмыкия.
Формирование института президентства как должности главы субъекта федерации началось в момент распада СССР. Этому предшествовало принятие Верховным Советом Калмыцкой АССР Декларации о государственном суверенитете Калмыцкой ССР — Хальмг Тангч. 19 октября и 3 ноября 1991 года в республике прошли первые президентские выборы. Основными кандидатами были председатель Верховного Совета республики Владимир Басанов и председатель Совета министров республики Батыр Михайлов. Однако ни один из кандидатов не набрал нужного количества голосов больше 50 % и выборы не состоялись. Одной из причин провала считается непопулярность среди населения республики представленных кандидатов, ввиду их партийного прошлого. В 1992 году бывшие кандидаты на пост Президента Калмыкии ушли в отставку.
В апреле 1993 года состоялись новые всенародные демократические выборы Президента Республики Калмыкия.

## Полномочия главы Республики Калмыкия
Полномочия главы Республики Калмыкия определяются 28 статьёй Степного Уложения (Конституции) Республики Калмыкия.
1) обладает правом законодательной инициативы в Народном Хурале (Парламенте) Республики Калмыкия;
2) обнародует законы, удостоверив обнародование путём подписания, в течение 14 дней с момента поступления, которые в течение 5 дней после принятия Народный Хурал (Парламент) Республики Калмыкия направляет ему для подписания и обнародования, либо отклоняет закон и возвращает в Народный Хурал (Парламент) Республики Калмыкия с мотивированным обоснованием его отклонения, либо с предложением о внесении в него изменений;
3) обеспечивает координацию деятельности органов исполнительной власти Республики Калмыкия с иными органами государственной власти Республики Калмыкия и в соответствии с законодательством Российской Федерации может организовывать взаимодействие органов исполнительной власти Республики Калмыкия с федеральными органами исполнительной власти и их территориальными органами, органами местного самоуправления и общественными объединениями;
4) представляет Народному Хуралу (Парламенту) Республики Калмыкия ежегодные отчёты о результатах деятельности Правительства Республики Калмыкия, в том числе по вопросам, поставленным Народным Хуралом (Парламентом) Республики Калмыкия;
5) представляет Народному Хуралу (Парламенту) Республики Калмыкия ежегодные доклады (информации) о положении в республике, вопросах внутренней и внешней политики;
6) назначает Председателя Правительства Республики Калмыкия по согласованию с Народным Хуралом (Парламентом) Республики Калмыкия;
7) определяет структуру исполнительных органов государственной власти Республики Калмыкия;
8) назначает и освобождает от должности руководителей исполнительных органов государственной власти Республики Калмыкия, руководителей государственных предприятий, учреждений, организаций;
9) согласовывает назначение руководителей территориальных органов федеральных органов исполнительной власти в установленном порядке;
10) формирует Правительство Республики Калмыкия и принимает решение о его отставке;
11) вправе отменять постановления и распоряжения Правительства Республики Калмыкия, акты министерств и ведомств республики, других подведомственных ему органов в случае противоречия их Конституции Российской Федерации, федеральному законодательству, Степному Уложению (Конституции) Республики Калмыкия, законам Республики Калмыкия и актам Главы Республики Калмыкия;
12) назначает члена Совета Федерации Федерального Собрания Российской Федерации — представителя в Совете Федерации Федерального Собрания Российской Федерации от исполнительного органа государственной власти Республики Калмыкия;
13) назначает половину состава Избирательной комиссии Республики Калмыкия;
14) награждает государственными наградами Республики Калмыкия, представляет к государственным наградам и присвоению специальных званий Российской Федерации;
15) вправе требовать созыва внеочередного заседания Народного Хурала (Парламента) Республики Калмыкия, а также созывать вновь избранный Народный Хурал (Парламент) Республики Калмыкия на первое заседание ранее срока, установленного частью 5 статьи 33 настоящего Степного Уложения (Конституции) Республики Калмыкия;
16) вправе участвовать в работе Народного Хурала (Парламента) Республики Калмыкия с правом совещательного голоса;
17) вносит в Народный Хурал (Парламент) Республики Калмыкия законопроекты о введении или об отмене налогов, освобождении от их уплаты, изменении финансовых обязательств Республики Калмыкия, другие законопроекты, предусматривающие расходы, покрываемые за счёт средств бюджета Республики Калмыкия, либо даёт на них заключения. Данные заключения представляются в Народный Хурал (Парламент) Республики Калмыкия в течение 20 календарных дней;
18) вправе принять решение в форме указа о досрочном прекращении полномочий Народного Хурала (Парламента) Республики Калмыкия в случае принятия им закона Республики Калмыкия, иного нормативного правового акта, противоречащих Конституции Российской Федерации, федеральным законам, принятым по предметам ведения Российской Федерации и предметам совместного ведения Российской Федерации и Республики Калмыкия, Степному Уложению (Конституции) Республики Калмыкия, если такие противоречия установлены соответствующим судом, а Народный Хурал (Парламент) Республики Калмыкия не устранил их в течение шести месяцев со дня вступления в силу судебного решения, а также в случае, если вступившим в силу решением соответствующего суда установлено, что избранный в правомочном составе Народный Хурал (Парламент) Республики Калмыкия в течение трёх месяцев подряд не проводил заседание;
19) вправе принять решение в форме указа о досрочном прекращении полномочий вновь избранного в правомочном составе Народного Хурала (Парламента) Республики Калмыкия в случае, если вступившим в силу решением соответствующего суда установлено, что Народный Хурал (Парламент) Республики Калмыкия в течение трёх месяцев со дня его избрания в правомочном составе не проводил заседание;
20) вправе отрешать от должности главу муниципального образования, главу местной администрации в случаях, предусмотренных действующим федеральным и республиканским законодательством;
21) осуществляет иные полномочия, предусмотренные федеральным и республиканским законодательством.

## Список руководителей Республики Калмыкия
| Имя              | Фото | Начало                                                    | Конец                |
| ---------------- | ---- | --------------------------------------------------------- | -------------------- |
| Кирсан Илюмжинов |      | 23 апреля 1993 года (как президент), 24 октября 2005 года | 24 октября 2010 года |
| Алексей Орлов    |      | 24 октября 2010 года                                      | 20 марта 2019 года   |
| Бату Хасиков     |      | 21 сентября 2019 года                                     |                      |